# Hôtel Legal de Nirande
L'hôtel Legal de Nirande est un monument situé dans la ville du Puy-en-Velay dans le département de la Haute-Loire.

## Histoire
Les allèges sculptées de la cour sont inscrites au titre des monuments historiques par arrêté du 16 septembre 1949.